# Boronia minutipinna
Boronia minutipinna là một loài thực vật có hoa trong họ Cửu lý hương. Loài này được Duretto mô tả khoa học đầu tiên năm 1997.